# Coagulación con plasma de argón

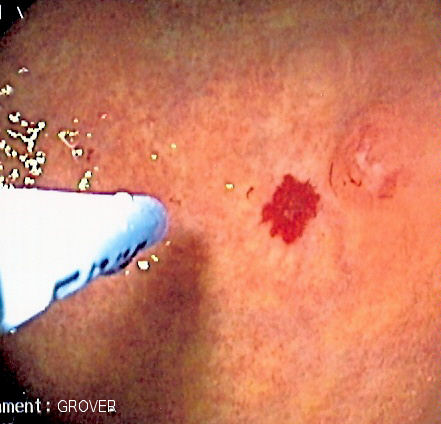
Coagulación con plasma de argón.

Desde principios de la década de 1990, la coagulación con plasma de argón o APC ha sido el procedimiento endoscópico médico indicado para detener el sangrado de ciertas lesiones del tracto gastrointestinal y para extirpar tumores para los que no se recomienda la cirugía convencional. Se utiliza durante una esofagogastroduodenoscopia o una colonoscopia.

## Uso médico
La APC implica el uso de un chorro de gas argón ionizado ( plasma ) dirigido a través de una sonda que pasa a través del endoscopio . La sonda se coloca a cierta distancia de la lesión sangrante y se emite gas argón, luego se ioniza mediante una descarga de alto voltaje (aproximadamente 6 kV ).A continuación, se conduce corriente eléctrica de alta frecuencia a través del chorro de gas, lo que provoca la coagulación de la lesión sangrante. Como no se hace contacto físico con la lesión, el procedimiento es seguro si el intestino se ha limpiado de gases colónicos, y puede usarse para tratar hemorragias en partes del tracto gastrointestinal con paredes delgadas, como el ciego. La profundidad de la coagulación suele ser de unos pocos milímetros.
APC se usa para tratar las siguientes afecciones:
- angiodisplasias , en cualquier parte del tracto gastrointestinal
- ectasia vascular antral gástrica o estómago en sandía
- pólipos colónicos después de polipectomía
- proctitis por radiación
- cáncer de esófago